# サンマの味醂干し
サンマの味醂干し（サンマのみりんぼし）は開いたサンマの身を味醂だれに浸し白胡麻を振りかけ干物にしたものであり、福島県いわき市の郷土料理の一つに数えられる。
脂の乗ったサンマは干してもさほど身が堅くならないので、炙った味醂干しの身をほぐし、握り飯や茶漬けの具に用いても美味である。